# Космос-2359
Космос-2359 је један од преко 2400 совјетских вјештачких сателита лансираних у оквиру програма Космос.
Космос-2359 је лансиран са космодрома Тјуратам, Бајконур, Казахстан, 25. јуна 1998. Ракета-носач Сојуз је поставила сателит у орбиту око планете Земље. 